# Gruppo 63
(Nanni Balestrini, Alfredo Giuliani)
Il Gruppo 63, definito di neoavanguardia per differenziarlo dalle avanguardie storiche del Novecento, è un movimento letterario che si costituì a Palermo nell'ottobre del 1963 in seguito a un convegno tenutosi a Solanto da alcuni giovani intellettuali fortemente critici nei confronti delle opere letterarie ancora legate a modelli tradizionali tipici degli anni cinquanta. Fu Luigi Nono a suggerire il modello del Gruppo 47, movimento culturale nato a Monaco di Baviera appunto nel 1947. La costituzione del gruppo fu anticipata dalla pubblicazione della raccolta di poesie I Novissimi, curata da Alfredo Giuliani.

## Moventi culturali
Del gruppo facevano parte poeti, scrittori, critici e studiosi animati dal desiderio di sperimentare nuove forme di espressione, rompendo con gli schemi tradizionali.

Richiamandosi alle avanguardie degli inizi del secolo, il Gruppo 63 si richiamava alle idee del marxismo e alla teoria dello strutturalismo. Senza darsi delle regole definite (il gruppo non ebbe mai un suo manifesto), diede origine a opere di assoluta libertà contenutistica, senza una precisa trama (ne è un esempio Alberto Arbasino), talvolta improntate all'impegno sociale militante (come gli scritti di Elio Pagliarani), ma che in ogni caso contestavano e respingevano i moduli tipici del romanzo neorealista e della poesia tradizionale, perseguendo una ricerca sperimentale di forme linguistiche e contenuti.
Ignorato dal grande pubblico, il gruppo suscitò interesse negli ambienti critico-letterari anche per le polemiche che destò criticando fortemente autori all'epoca già "consacrati" dalla fama quali Carlo Cassola, Giorgio Bassani e Vasco Pratolini, Enzo Siciliano, ironicamente definiti "Liale", con riferimento a Liala, autrice di romanzi rosa.
Il Gruppo 63 ebbe il merito di proporre e tentare un rinnovamento nel panorama della letteratura italiana, ma il suo aristocratico distacco dal sentire comune e la complessità dei codici di comunicazione ne fecero un movimento élitario, accusato di cerebralismo. Inoltre, alcune accuse contro i "conservatori" della letteratura, poi con il tempo riconsiderate, furono amplificate dai giornali e dagli stessi avversari.

## Componenti
Alcuni autori, critici e scrittori del Gruppo 63 furono il già citato Alberto Arbasino, Luciano Anceschi, Nanni Balestrini, Renato Barilli, Achille Bonito Oliva, Giorgio Celli, Furio Colombo, Corrado Costa, Fausto Curi, Roberto Di Marco, Stefano Docimo, Umberto Eco, Enrico Filippini, Alfredo Giuliani, Alberto Gozzi, Angelo Guglielmi, Patrizia Vicinelli, Germano Lombardi, Giorgio Manganelli, Giulia Niccolai, Elio Pagliarani, Michele Perriera, Lamberto Pignotti, Antonio Porta, Edoardo Sanguineti, Giuliano Scabia, Adriano Spatola, Aldo Tagliaferri, Gaetano Testa, Giancarlo Marmori, Gian Pio Torricelli e Sebastiano Vassalli.
Più ai margini anche Oreste Del Buono, Nanni Cagnone, Gianni Celati, Alice Ceresa, Giordano Falzoni, Luigi Gozzi, Francesco Leonetti, Luigi Malerba, Marina Mizzau, Rossana Ombres, Nico Orengo, Amelia Rosselli, Carla Vasio e Cesare Vivaldi, Alfio Fiorentino.
Ai lati del gruppo agivano ed intervenivano numerosi artisti visivi, pittori, illustratori. Tra questi uno dei più presenti e vicini agli interventi ed ai componenti del gruppo, fu Giuliano della Casa, che, anche per la vicinanza empatica e sperimentale, formerà un proficuo sodalizio con Adriano Spatola, dedicandosi alla ricerca su segno e significante, all'illustrazione, ed alla pratica verbo-visiva. Sua l'illustrazione della copertina de La Chimera di Sebastiano Vassalli.
Il gruppo, che si sciolse nel 1969, diede vita alle riviste Malebolge, Quindici e Grammatica, ma influenzò le scelte anche di collane editoriali coeve, come "Materiali" di Feltrinelli o più tarde, come in qualche modo "La ricerca letteraria" di Einaudi.

## Opere
- Nanni Balestrini e Alfredo Giuliani (a cura di), Gruppo 63. La nuova letteratura. Palermo 1963, Milano, Feltrinelli, 1964.
- Nanni Balestrini (a cura di), Il romanzo sperimentale. Palermo 1965, Milano, Feltrinelli, 1966.
- Carla Vasio, L'orizzonte, Milano, Feltrinelli, 1966.
- Renato Barilli e Angelo Guglielmi (a cura di), Gruppo 63. Critica e teoria, Milano, Feltrinelli, 1976; n. ed. Torino, Testo & immagine, 2003.
- Lucio Vetri, Letteratura e caos, Milano, Mursia, 1992.
- Renato Barilli, La neoavanguardia italiana: dalla nascita del "Verri" alla fine di "Quindici", Bologna, Il Mulino, 1995; nuova ed. Lecce, Manni, 2007.
- Fabio Gambaro, Invito a conoscere la neoavanguardia, Milano, Mursia, 1996.
- Fausto Curi, La poesia italiana d'avanguardia, Napoli, Liguori, 2001.
- Aa.Vv., Il Gruppo 63 quarant'anni dopo: atti del Convegno di Bologna (8-11 maggio 2003), Bologna, Pendragon, 2005.
- Luigi Weber, Con onesto amore di degradazione. Romanzi sperimentali e d'avanguardia nel secondo Novecento italiano, Bologna, il Mulino, 2007.
- Quindici: una rivista e il Sessantotto, a cura di Nanni Balestrini, con un saggio di Andrea Cortellessa, Milano, Feltrinelli, 2008.
- Eugenio Gazzola (a cura di), Malebolge. L'altra rivista delle avanguardie, Reggio Emilia, Diabasis, 2011.
- Massimiliano Borelli, Prose dal dissesto. Antiromanzo e avanguardia negli anni Sessanta, Modena, Mucchi editore, 2012.
- Francesco Muzzioli, Gruppo '63. Istruzioni per la lettura, Roma, Odradek, 2013.
- Nanni Balestrini (a cura di), Il romanzo sperimentale. Palermo, 1965; seguito da Con il senno di poi (a cura di A. Cortellessa), Roma, L'orma editore, 2013.
- Federico Fastelli, Il nuovo romanzo. La narrativa d'avanguardia nella prima fase della postmodernità, Firenze, FUP, 2013.